# Seuil de recommandation et d'information
Niveau de concentration atteint par certains polluants atmosphériques, réglementés par un arrêté préfectoral relatif à la pollution atmosphérique et aux pointes de pollution.
Le Seuil de recommandation et d'information est qualifié de « premier niveau » de pollution, par opposition au seuil d'alerte, (deuxième niveau).
À constatation de dépassement de ce premier niveau, les associations agréées de surveillance de la qualité de l'air (AASQA) ont obligation réglementaire de communiquer les résultats et les conditions de dépassement de ce seuil.